# 关于党的百年奋斗重大成就和历史经验的决议
《关于党的百年奋斗重大成就和历史经验的决议》又稱為第三个历史决议，是在2021年11月8日－11日在中国共产党第十九届中央委员会第六次全体会议（中共十九届六中全会）讨论并审议通过的一项「歷史決議」。中共中央政治局委托中共中央总书记习近平向全会说明了该决议起草的有关情况。
该决议於11月11日在會議結束後通過，全文於11月16日對外發布，主要内容就中国共产党自我总结的在该党建立一百年历史中的成就以及經驗、挫敗、教訓等，在该决议中指出要坚持走發展社會主義市場經濟的路線，将改革开放政策称赞为“决定当代中国前途命运的关键一招”，不過內文也以大篇幅具體闡述了中國在轉型摸索道路上的一系列負面問題，并且緊隨其後肯定了中共十八大后，习近平出任中共中央总书记执政以来，推行的各项繼續深化改革開放的政策。
這篇指导性決議與1945年的《关于若干历史问题的决议》和1981年的《关于建国以来党的若干历史问题的决议》一樣，是中國共產黨自建黨以來最重要、最權威的三份关键歷史文獻之一。

## 背景
2018年間即有風聲指出將會發布历史决议，2021年確定召開並討論关于中国共产党的百年决议。

## 起草
2021年3月，中共中央政治局决定，十九届六中全会重点研究总结中国共产党的百年奋斗成就和历史经验问题，成立文件起草组，由习近平担任组长，王沪宁与赵乐际担任副组长，中国共产党和国家有关领导人及有关中央部门和地方负责人参加，在中央政治局常委会领导下起草文件。
2021年4月1日，中共中央发出《关于对党的十九届六中全会重点研究全面总结党的重大成就和历史经验问题征求意见的通知》，在中国共产党内外一定范围内征求意见。9月6日，中共中央政治局会议决定，决议征求意见稿下发党内一定范围征求意见，包括征求党内部分老同志意见，还专门听取了各民主党派中央、全国工商联负责人和无党派人士代表意见。
2021年10月18日，习近平主持召开中共中央政治局会议，研究全面总结党的百年奋斗重大成就和历史经验问题。中共中央政治局听取了《中共中央关于党的百年奋斗重大成就和历史经验的决议》稿在党内外一定范围内征求意见的情况报告，决定根据这次会议讨论的意见进行修改后，将决议稿提请十九届六中全会审议。

## 基本内容
中共中央宣傳部副部長王曉暉表示，《決議》共七個部分，與前兩次的歷史決議主要總結歷史教訓、分清歷史是非不同，此次決議主要總結百年奮鬥重大成就和歷史經驗。此次決議也用較大篇幅呈现十八大以來的成果。主要有以下歷史時期：
- 新民主主义革命时期（1919~1949），以孫中山先生等人發動辛亥革命開始，覺醒了處於半封建和半殖民的舊中國，不久後的十月革命社會主義傳入中國，引導了1920年代中国共產黨的誕生，再到中国共产党與人民，最終成立了中华人民共和国的歷史事件。

- 社会主义革命和建设时期（1949~1978），以毛泽东同志为主要代表的中国共产党人，提出和实践了各种理论思想、实现社会变革、外交與軍事突破、建立起比较完整的工业体系和国民经济体系的成就，並重申否定激進的錯誤政策，以及重點批判了「文化大革命」種種危害。

- 改革开放和社会主义现代化建设新时期：
  - 中国共产党的十一届三中全会以后（1978~1989），以邓小平同志为代表的中国共产党人撥亂反正，创立了邓小平理论，推行实行改革开放，开创了中国特色社会主义的關鍵正常化走向。
  - 十三届四中全会以后（1989~2002），以江泽民同志为主要代表的中国共产党人，在国内外形势十分复杂（指六四事件、南方谈话、银河号事件、1996年台海危机、美国轰炸中国驻南联盟大使馆、中美撞机事件）、世界社会主义出现严重曲折（指东欧剧变、苏联解体）的考验面前捍卫了中国特色社会主义，“确立社会主义初级阶段的基本经济制度”等成绩。
  - 十六大以后（2002~2012），以胡锦涛同志为主要代表的中国共产党人，「发展了中国特色社会主义」的成绩，特别强调了这一时期经济体制和国家开放程度实现決定性地转变，并称“科学发展观”为“马克思主义中国化新的飞跃”。

- 中国特色社会主义新时代：十八大以来（2012至今），以习近平同志为主要代表的中国共产党人的各项成就，指习近平新时代中国特色社会主义思想是二十一世纪的马克思主义，是傳承著中华文化和中国精神的时代精华，同時列舉過去諸多弊端的改善方面，全面肯定了习近平上台后对于生态、科技、经济、意识形态、国防、海洋、民族、反腐、香港、台湾、社会、外交、防疫等各方面制定推行的政策[14]。

## 說明
2021年12月1日，《求是》杂志发表习近平《关于〈中共中央关于党的百年奋斗重大成就和历史经验的决议〉的说明》，強調本決定傳遞了承上啟下的歷史結論，突出對於未來中國方向的引導作用。

## 評價
- 中共十九届六中全会全体会议公报认为，中国共产党建党百年的意义在于[16]：

1. 改变了中国人民的前途命运；
2. 开辟“中华民族伟大复兴”的道路；
3. 仅用几十年时间就走完发达国家几百年走过的工业化历程；
4. 实现经济快速发展和社会长期稳定；
5. 拓展了发展中国家走向现代化的途径。

- 中国时事分析网站《内参》编辑倪凌超表示：習近平正试图把自己塑造成中国国家历程的史诗中的英雄，通过推动历史性决议来将自己置于党和现代中国宏大叙事的中心。又表示这份文件也是帮助他保持这种权力的工具[17]。
- 明報[18]、TVBS[19]、蘋果新聞網[20]、聯合早報[21]、BBC[22]、法國國際廣播電台[23]、美國之音[24]、華爾街日報[25]認爲，新決議突出習近平功績，為其在2022年中共二十大後連任中共中央總書記鋪路，甚至恢復中共十二大後不再設立的黨主席職務[26][27]。
- 部分反共境外时评认为该百年决议着重在毛时代的成绩，中国改革开放将会终结，并可能开始新一轮极左路线，放弃邓小平路线重回共产國有計劃体制等推测[28]。不過，全文公開後定性慘痛教訓的基调卻給予致命一擊，時事評論一般認為這是完成全面否定極左路線的标志，大致上还拥護了改革開放方向[29][30]，業已使得十年「內亂期」之稱最終全部被認可了下來，百年決議能出具利用40年探索的實际證据進行比較，後來黨內发文指出這一次所做的結論有底，已經足以對文革的地位正式進行蓋棺論定，也讚揚中共官方總算能根本性的解決思想問題是一大成就。另外并補充，歷史觀的穩定性有了着落，對未來研討都会有很大幫助等看法[31]。雖然如此，但也有人認為第三份历史决议說的跟做的不同，仍主张改革開放已經終結[32]。